# Râul Corniș
Râul Corniș este un afluent al râului Moravița. 